# Knattspyrnufélagið Valur (calcio femminile)
Il Knattspyrnufélagið Valur Kvenna, meglio noto come Valur, è la squadra di calcio femminile dell'omonima polisportiva islandese, con sede nella Capitale Reykjavík.
Al 2020 è la squadra di calcio femminile islandese più vincente dopo il Breiðablik Kópavogur, avendo trionfato 12 volte nella Úrvalsdeild kvenna, massima serie del campionato islandese femminile di calcio, e 13 volte nella Bikar kvenna, la coppa nazionale.

## Storia
Iscritta per la prima volta alla 1. deild kvenna, allora la denominazione del massimo livello del campionato islandese femminile di calcio, nel 1977, a quel tempo torneo a sei squadre privo di retrocessione, all'esordio manifesta già un buon livello di competitività, raggiungendo il terzo posto in classifica con 14 punti, frutto di sei vittorie, due pareggi e due sconfitte, ma già l'anno successivo, con un organico ridotto a sole quattro squadre, riesce a conquistare il suo primo titolo di Campione d'Islanda 1978.
Durante gli anni ottanta lo sviluppo del calcio femminile in Islanda vede fasi alterne, con campionati che rimangono, tranne qualche anno, a ranghi ridotti. In questo periodo il Valur conquista la sua prima Coppa d'Islanda, nel 1984, iniziando una serie che vede la squadra riconquistare il titolo per altre quattro volte consecutive, trovando più volte le avversarie del ÍA Akranes a contenderne il trofeo nelle finali. Nel decennio il Valur conquista anche altri tre campionati, 1986, 1988 e 1989.
Gli anni novanta vedono un leggero declino nelle prestazioni generali della squadra che, oltre le due Coppe del 1990 e 1995, non riesce a conquistare altri trofei, monopolizzati da Breiðablik e KR Reykjavík.
Dopo la conquista della Coppa d'Islanda 2001, nel decennio successivo le prestazioni si evolvono con l'arrivo, nel 2003, di Elísabet Gunnarsdóttir, già calciatrice del Valur negli anni novanta, che assume l'incarico di guida tecnica della squadra. Già la stagione successiva riporta al successo la società, conquistando il campionato 2004 e, anche grazie all'apporto dell'attaccante e pluricapocannoniere del torneo Margrét Lára Viðarsdóttir, inanellando altri cinque titoli consecutivi di campione di Islanda dal 2006 al 2010, con gli ultimi due lasciati al suo successore. A questi si aggiungono altre cinque coppe, nelle edizioni Coppa d'Islanda 2003, Coppa d'Islanda 2006, Coppa d'Islanda 2009, Coppa d'Islanda 2010 e Coppa d'Islanda 2011. In questo periodo arriva anche la sua prima partecipazione a un torneo internazionale UEFA per club, l'allora UEFA Women's Cup (che dalla stagione 2009-2010 assume la denominazione UEFA Women's Champions League) debuttando nella stagione 2005-2006 e raggiungendo in quell'occasione i quarti di finale. Grazie ai risultati in campionato, il Valur rappresenta l'Islanda nella competizione altre cinque volte, venendo eliminato nella seconda fase di qualificazione nelle prime due e, con format aggiornato, ai sedicesimi di finale nelle successive tre di Champions League.
Negli anni duemiladieci la squadra mantiene inizialmente prestazioni ad alto livello, che nel campionato 2013 vedono la sua squadra arrivare al secondo posto staccata di 15 punti dallo Stjarnan, a periodi più bui, con il Valur incapace di staccarsi significativamente dalla parte bassa della classifica chiudendo al settimo posto i campionati 2014 e 2015. Dal 2016 la squadra ritrova competitività mantenendo la parte alta della classifica e, affidata alla guida tecnica di Guðlaugur Pétur Pétursson dall'ottobre 2017, ritornando al successo in campionato nel 2019 che con 16 vittorie e 2 pareggi riesce a superare il Breiðablik, con la quale condivide i primi posti in classifica per tutta la stagione, per due punti. Il risultato vede il ritorno della squadra in Champions League per la stagione 2020-2021, a nove anni dalla sua ultima partecipazione.

## Palmarès
- Campionato islandese: 14

1978, 1986, 1988, 1989 (1. deild kvenna)
2004, 2006, 2007, 2008, 2009, 2010, 2019, 2021, 2022, 2023
- Coppa d'Islanda: 15 (record)

1984, 1985, 1986, 1987, 1988, 1990, 1995, 2001, 2003, 2006, 2009, 2010, 2011, 2022, 2024
- Supercoppa islandese: 9

2004, 2005, 2007, 2008, 2009, 2010, 2011, 2018, 2022
- Deildabikar kvenna: 6

2003, 2005, 2007, 2010, 2017, 2024

## Statistiche

### Partecipazioni alle competizioni europee
| Stagione | Competizione     | Fase                         | Avversario           | Risultato | Risultato | Risultato |
| Stagione | Competizione     | Fase                         | Avversario           | andata    | ritorno   | aggregato |
| -------- | ---------------- | ---------------------------- | -------------------- | --------- | --------- | --------- |
| 2005-06  | Women's Cup      | fase a gironi, primo turno   | Røa                  | 4-1       | 4-1       | 4-1       |
| 2005-06  | Women's Cup      | fase a gironi, primo turno   | FC United            | 2-1       | 2-1       | 2-1       |
| 2005-06  | Women's Cup      | fase a gironi, primo turno   | Pärnu Jalgpalliklubi | 8-1       | 8-1       | 8-1       |
| 2005-06  | Women's Cup      | fase a gironi, secondo turno | Djurgården/Älvsjö    | 1-2       | 1-2       | 1-2       |
| 2005-06  | Women's Cup      | fase a gironi, secondo turno | Mašinac              | 3-0       | 3-0       | 3-0       |
| 2005-06  | Women's Cup      | fase a gironi, secondo turno | Alma-KTZh            | 8-0       | 8-0       | 8-0       |
| 2005-06  | Women's Cup      | quarti di finale             | Turbine Potsdam      | 1-8       | 1-11      | 2-19      |
| 2007-08  | Women's Cup      | fase a gironi                | Honka                | 2-1       | 2-1       | 2-1       |
| 2007-08  | Women's Cup      | fase a gironi                | KÍ Klaksvík          | 6-0       | 6-0       | 6-0       |
| 2007-08  | Women's Cup      | fase a gironi                | ADO Den Haag         | 5-1       | 5-1       | 5-1       |
| 2007-08  | Women's Cup      | fase a gironi, secondo turno | 1. FFC Francoforte   | 1-3       | 1-3       | 1-3       |
| 2007-08  | Women's Cup      | fase a gironi, secondo turno | Rapide Wezemaal      | 4-0       | 4-0       | 4-0       |
| 2007-08  | Women's Cup      | fase a gironi, secondo turno | Everton              | 1-3       | 1-3       | 1-3       |
| 2008-09  | Women's Cup      | fase a gironi, primo turno   | Cardiff City         | 8-1       | 8-1       | 8-1       |
| 2008-09  | Women's Cup      | fase a gironi, primo turno   | Slovan Duslo Šaľa    | 6-2       | 6-2       | 6-2       |
| 2008-09  | Women's Cup      | fase a gironi, primo turno   | Maccabi Holon        | 9-0       | 9-0       | 9-0       |
| 2008-09  | Women's Cup      | fase a gironi, secondo turno | Umeå IK              | 1-5       | 1-5       | 1-5       |
| 2008-09  | Women's Cup      | fase a gironi, secondo turno | Bardolino Verona     | 2-3       | 2-3       | 2-3       |
| 2008-09  | Women's Cup      | fase a gironi, secondo turno | Alma-KTZh            | 8-0       | 8-0       | 8-0       |
| 2009-10  | Champions League | sedicesimi di finale         | Torres               | 1-4       | 1-2       | 2-6       |
| 2010-11  | Champions League | sedicesimi di finale         | Rayo Vallecano       | 0-3       | 1-1       | 1-4       |
| 2011-12  | Champions League | sedicesimi di finale         | Glasgow City         | 1-1       | 0-3       | 1-4       |

## Organico

### Rosa 2022
Rosa, ruoli e numeri di maglia come da sito Federcalcio islandese.
| N. |                        | Ruolo | Calciatrice                   |
| -- | ---------------------- | ----- | ----------------------------- |
| 1  | Islanda (bandiera)     | P     | Sandra Sigurðardóttir         |
| 4  | Islanda (bandiera)     | D     | Arna Sif Ásgrímsdóttir        |
| 5  | Islanda (bandiera)     | C     | Lára Kristín Pedersen         |
| 6  | Islanda (bandiera)     | C     | Mist Edvardsdóttir            |
| 7  | Islanda (bandiera)     | D     | Elísa Viðarsdóttir            |
| 8  | Islanda (bandiera)     | C     | Ásdís Karen Halldórsdóttir    |
| 9  | Islanda (bandiera)     | A     | Ída Marín Hermannsdóttir      |
| 10 | Islanda (bandiera)     | A     | Elín Metta Jensen             |
| 11 | Islanda (bandiera)     | D     | Anna Rakel Pétursdóttir       |
| 13 | Stati Uniti (bandiera) | A     | Cyera Makenzie Hintzen        |
| 14 | Islanda (bandiera)     | C     | Sólveig Jóhannesdóttir Larsen |

| N. |                        | Ruolo | Calciatrice                     |
| -- | ---------------------- | ----- | ------------------------------- |
| 15 | Stati Uniti (bandiera) | C     | Brookelynn Paige Entz           |
| 16 | Islanda (bandiera)     | C     | þórdís Elva Ágústsdóttir        |
| 17 | Islanda (bandiera)     | C     | þórdís Hrönn Sigfúsdóttir       |
| 19 | Islanda (bandiera)     | A     | Bryndís Arna Níelsdóttir        |
| 20 | Islanda (bandiera)     | P     | Fanney Inga Birkisdóttir        |
| 21 | Islanda (bandiera)     | D     | Lillý Rut Hlynsdóttir           |
| 22 | Venezuela (bandiera)   | A     | Mariana Sofía Speckmaier        |
| 24 | Islanda (bandiera)     | D     | Mikaela Nótt Pétursdóttir       |
| 26 | Islanda (bandiera)     | C     | Sigríður Theód. Guðmundsdóttir  |
| 27 | Islanda (bandiera)     | C     | Ásgerður Stefanía Baldursdóttir |

### Rosa 2021
Rosa, ruoli e numeri di maglia come da sito ufficiale.
| N. |                        | Ruolo | Calciatrice                      |
| -- | ---------------------- | ----- | -------------------------------- |
| 1  | Islanda (bandiera)     | P     | Sandra Sigurðardóttir            |
| 2  | Islanda (bandiera)     | P     | Auður Sveinbjörnsdóttir Scheving |
| 3  | Islanda (bandiera)     | C     | Arna Eiríksdóttir                |
| 4  | Islanda (bandiera)     | C     | Sigríður Lára Garðarsdóttir      |
| 5  | Islanda (bandiera)     | C     | Lára Kristín Pedersen            |
| 6  | Islanda (bandiera)     | C     | Mist Edvardsdóttir               |
| 7  | Islanda (bandiera)     | D     | Elísa Viðarsdóttir               |
| 8  | Islanda (bandiera)     | C     | Ásdís Karen Halldórsdóttir       |
| 9  | Islanda (bandiera)     | A     | Ída Marín Hermannsdóttir         |
| 10 | Islanda (bandiera)     | A     | Elín Metta Jensen                |
| 11 | Islanda (bandiera)     | D     | Anna Rakel Pétursdóttir          |
| 13 | Stati Uniti (bandiera) | A     | Cyera Hintzen                    |

| N. |                        | Ruolo | Calciatrice                     |
| -- | ---------------------- | ----- | ------------------------------- |
| 14 | Islanda (bandiera)     | C     | Sólveig Jóhannesdóttir Larsen   |
| 15 | Islanda (bandiera)     | C     | Bergdís Fanney Einarsdóttir     |
| 16 | Stati Uniti (bandiera) | A     | Mary Alice Vignola              |
| 18 | Islanda (bandiera)     | D     | Málfríður Anna Eiríksdóttir     |
| 20 | Islanda (bandiera)     | P     | Fanney Inga Birkisdóttir        |
| 21 | Islanda (bandiera)     | C     | Lillý Rut Hlynsdóttir           |
| 22 | Islanda (bandiera)     | D     | Dóra María Lárusdóttir          |
| 27 | Islanda (bandiera)     | C     | Ásgerður Stefanía Baldursdóttir |
| 31 | Islanda (bandiera)     | C     | Katla Tryggvadóttir             |
| 32 | Islanda (bandiera)     | A     | Fanndís Friðriksdóttir          |
| 77 | Canada (bandiera)      | A     | Clarissa Larisey                |

### Rosa 2020
| N. |                    | Ruolo | Calciatrice                      |
| -- | ------------------ | ----- | -------------------------------- |
| 1  | Islanda (bandiera) | P     | Sandra Sigurðardóttir            |
| 2  | Islanda (bandiera) | P     | Auður Sveinbjörnsdóttir Scheving |
| 4  | Islanda (bandiera) | D     | Málfríður Erna Sigurðardóttir    |
| 6  | Islanda (bandiera) | C     | Mist Edvardsdóttir               |
| 7  | Islanda (bandiera) | D     | Elísa Viðarsdóttir               |
| 8  | Islanda (bandiera) | A     | Ásdís Karen Halldórsdóttir       |
| 9  | Islanda (bandiera) | A     | Margrét Lára Viðarsdóttir        |
| 10 | Islanda (bandiera) | A     | Elín Metta Jensen                |
| 11 | Islanda (bandiera) | D     | Hallbera Guðný Gísladóttir       |
| 13 | Islanda (bandiera) | A     | Karen Guðmundsdóttir             |

| N. |                    | Ruolo | Calciatrice                     |
| -- | ------------------ | ----- | ------------------------------- |
| 14 | Islanda (bandiera) | A     | Hlín Eiríksdóttir               |
| 15 | Islanda (bandiera) | A     | Bergdís Fanney Einarsdóttir     |
| 17 | Islanda (bandiera) | D     | Thelma Björk Einarsdóttir       |
| 18 | Islanda (bandiera) | A     | Fanndís Friðriksdóttir          |
| 19 | Islanda (bandiera) | A     | Ólöf Sigríður Kristinsdóttir    |
| 21 | Islanda (bandiera) | D     | Lilly Rut Hlynsdottir           |
| 22 | Islanda (bandiera) | C     | Dóra María Lárusdóttir          |
| 23 | Islanda (bandiera) | A     | Guðrún Karítas Sigurðardóttir   |
| 26 | Islanda (bandiera) | C     | Ásgerður Stefanía Baldursdóttir |
| 27 | Islanda (bandiera) | D     | Málfríður Anna Eiríksdóttir     |